# 陈义汉
陈义汉（1964年10月—），江苏射阳人，心脏病学专家，现任同济大学副校长、医学与生命科学部主任、同济大学医学院副院长、中国科学院院士。他以其对心律失常的研究而知名，是首个人类心房颤动致病基因的发现者。
陈义汉1983年进入南通大学，1987年毕业获医学学士学位，1992年获内科学硕士学位。后进入上海第二医科大学深造，1996年获内科学博士学位。毕业后就职于同济大学，2001年任同济大学医学遗传研究所所长。2007年出任同济大学附属同济医院心脏内科主任，次年任同济大学医学院副院长。2010年起出任同济大学附属东方医院副院长。2012年起又担任心血管基础研究教育部重点实验室主任。2015年当选中国科学院生命科学和医学学部院士。2017年起出任同济大学副校长。
此外，陈义汉也擔任长江学者特聘教授、九三学社上海市委副主任委员、第十二届全国政协委员。2018年1月，当选第十三届全国政协委员。